# Law Siu On
Law Siu On (nascido em 8 de maio de 1964) é um ex-ciclista honconguês, que participou nos Jogos Olímpicos de 1984, realizados em Los Angeles, Estados Unidos.
Participou na prova de estrada, mas não conseguiu terminar a corrida. Nos 100 km contrarrelógio por equipes, Law foi o décimo nono colocado.